# Golinci
Golinci – wieś w Chorwacji, w żupanii osijecko-barańskiej, w mieście Donji Miholjac. 

## Geografia
Golinci położone są w północno-wschodniej Chorwacji, na obszarze Slawonii, znanej z żyznych ziem i rolniczego charakteru. Wieś leży na wysokości około 96 m n.p.m. i zajmuje powierzchnię około 13,31 km². Otoczona jest polami uprawnymi oraz lasami, które stanowią ważny element lokalnego krajobrazu. W pobliżu wsi przepływa rzeka Karašica, będąca dopływem Drawy, co wpływa na zasobność okolicznych gleb.

## Demografia
Według danych ze spisu powszechnego w 2021 roku, Golinci liczą 342 mieszkańców. Większość ludności stanowią Chorwaci, a językiem urzędowym jest język chorwacki. Liczba mieszkańców wsi, podobnie jak w wielu innych miejscowościach regionu, wykazuje tendencję spadkową z powodu migracji do większych miast oraz za granicę.